# Lex Mullink
Alex Gerhard (Lex) Mullink (Almelo, 19 december 1944) is een voormalige Nederlandse roeier. Hij nam eenmaal deel aan de Olympische Spelen en won bij die gelegenheid een medaille.
Hij behaalde de bronzen medaille in de vier met stuurman op de Olympische Spelen van 1964 in Tokio. Met een tijd van 7.06,46 eindigde de Nederlands roeiploeg achter Duitsland en Italië, die in respectievelijk 7.00,44 en 7.02,84 over de finish kwamen.
Voor die tijd was hij een belangrijk medewerker in de padvindersgroep "De Tubanten" te Almelo, waar hij door zijn forse gestalte bij de tegenstanders de bijnaam Malenkov verwierf. Tijdperk 1960-1968.
Hij studeerde aan de TH in Delft en was lid van de Delftsche Studenten RoeiVereeniging Laga. Later was hij werkzaam als ingenieur.

## Palmares

### Roeien (vier met stuurman)
- 1964:  OS - 7.06,46

Lex Mullink · 
Jan van de Graaff · 
Freek van de Graaff · 
Bobbie van de Graaf · 
Marius Klumperbeek (stuurman)